# Tyroc
Tyroc, créé par Cary Bates et Mike Grell, est un super-héros membre de la Légion des Super-Héros, une équipe de super-héros du XXXe siècle dans l'univers DC.

## Historique de publication
En avril 1975 Mike Grell, dessinateur de Superboy veut créer un personnage noir. Jusqu'à présent les super-héros chez DC étaient tous blancs. Le responsable éditorial Murray Boltinoff refuse mais promet à Grell qu'un super-héros noir est prévu pour une prochaine histoire. Grell abandonne donc son projet et début 1976, il reçoit le script de Superboy 216. Un personnage noir est bien présent mais l'explication qui est donnée pour expliquer l'absence de noirs dans la Légion jusqu'alors ulcère Grell. En effet, Tyroc vit sur une planète où ne vivent que des noirs qui refusent de vivre avec des blancs. Grell juge que cette idée est un idéal de raciste. Il crée le personnage mais se contente de lui donner un costume qu'il juge ridicule. Finalement, le personnage qui au début du comics méprise la légion en devient membre,.

## Pouvoirs
Tyroc a un pouvoir basé sur le son. Selon le cri qu'il émet, les effets sont différents.